# Jean-Baptiste Wicar

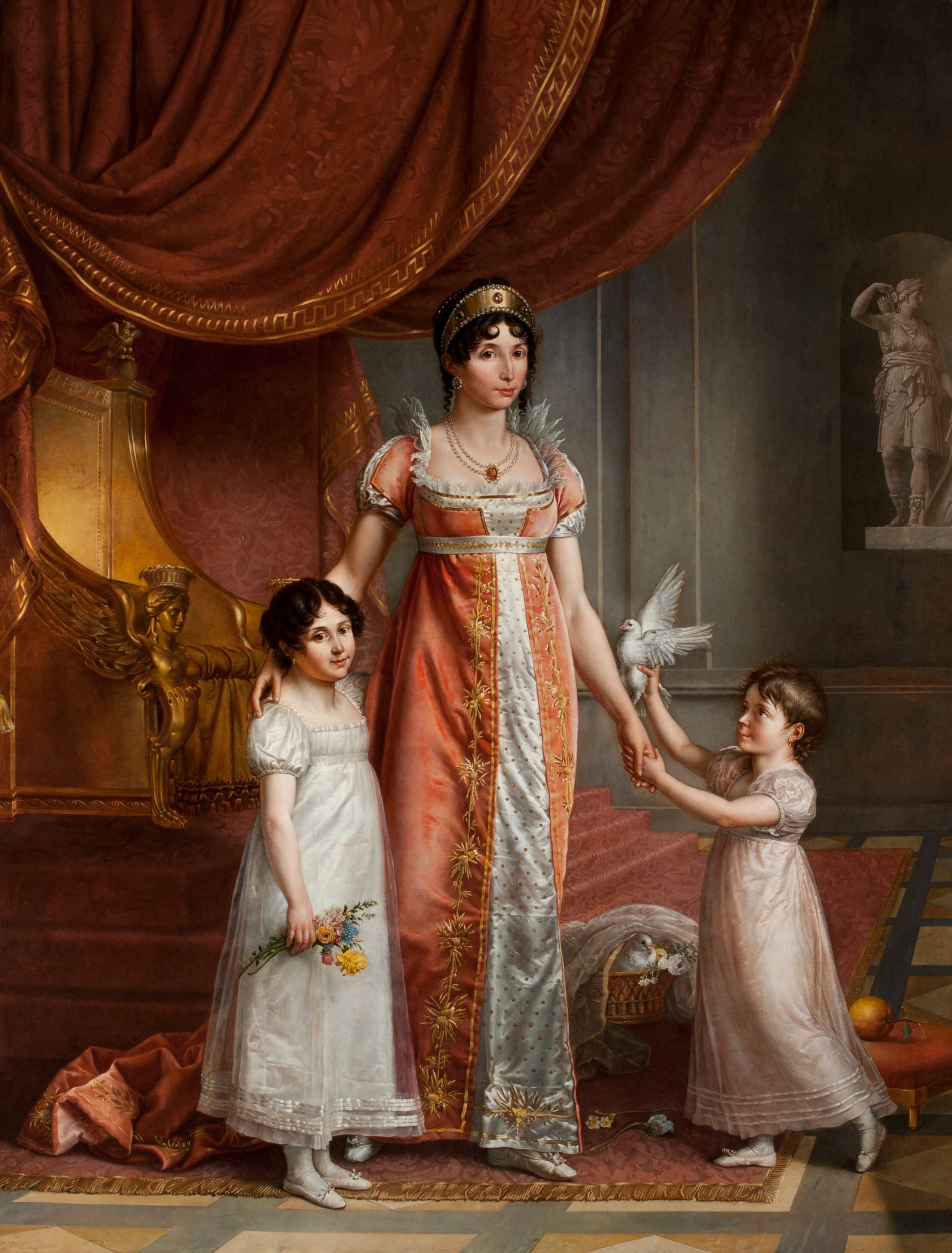
Portret van Julia Bonaparte en haar dochters door Jean-Baptiste Wicar

Jean-Baptiste Joseph Wicar (Rijsel, 1762 – 1834, Rome) was een Franse schilder. Wicar was een leerling van Jacques-Louis David en lid van de commissie van de wetenschappen en de kunsten tijdens de Italiaanse campagne, onder leiding van de generaal Napoleon Bonaparte. Deze commissie had de opdracht kunststukken in de veroverde gebieden te verzamelen om de (Franse) nationale musea te verrijken. Hij werd leider van de commissie die tot taak had de Oostenrijkse Nederlanden te plunderen.
Wicar nam geen halve maatregelen: een eerste konvooi met kunstwerken verliet Antwerpen op 11 augustus 1794, met name met schilderijen van Rubens. De bestemming was het Louvre. Abdijen en kastelen werden systematisch van hun inventaris (meubilair en kunstwerken) beroofd. Tot dusver heeft geen enkele Belgische regering de terugkeer van de kunstschatten geëist.
- Biblioteca Nacional de España: XX1711972
- Bibliothèque nationale de France: cb14955581q (data)
- Catàleg d'autoritats de noms i títols de Catalunya: 981058517707906706
- Gemeinsame Normdatei: 118858602
- International Standard Name Identifier: 0000 0001 0785 5114
- KulturNav: 2dfdc897-caf4-4898-a9f7-34fab2843a7d
- Library of Congress Control Number: n87896096
- Nationale bibliotheek van Australië: 40107309
- Nationale Bibliotheek van Israël: 987007425011405171
- Nederlandse Thesaurus van Auteursnamen: 288846451
- RKD-Nederlands Instituut voor Kunstgeschiedenis: 84103
- Istituto Centrale per il Catalogo Unico: CFIV154931
- SNAC: w60d283c
- Système universitaire de documentation: 081202628
- Trove: 1434585
- Union List of Artist Names: 500029542
- Virtual International Authority File: 89498443
- WorldCat: E39PBJp9vP8Hpxjq839MfG4yVC